# Motyxia monica
Motyxia monica är en mångfotingart som beskrevs av Chamberlin 1944. Motyxia monica ingår i släktet Motyxia och familjen Xystodesmidae. Inga underarter finns listade i Catalogue of Life.